# 진민병
진민병(秦民屛, ? ~ 1624)은 명나라의 무장으로, 명나라의 여장군 진양옥의 남동생이다.

## 생애
명나라 사천성 충주 사람으로 태창제 치세에 진양옥을 따라 백간병을 이끌고 나가 요동을 구원하여 전공을 올려 수비에 제수되고 도사첨서(都司僉書)에 올랐다. 이후 석주로 돌아오자 사숭명(奢崇明)의 무리 번룡(樊龍)이 중경에서 반란을 일으킨 것을 보고 누나인 진양옥과 함께 출전해 공을 세우며 참장(參將)에 발탁되고 중경을 수복한 뒤에는 부총병으로 승진했지만 나중에 왕삼선(王三善)을 따라 안방언을 공격하다가 대방(大方)에서 전사했다.

## 참고 문헌
- “네이버 지식백과 중국역대인물사전 진민병”.